# Reserva Biológica do Guaporé
A Reserva Biológica do Guaporé é uma reserva biológica localizada no estado brasileiro de Rondônia, no limite oeste do estado, na bacia do rio Guaporé, na fronteira com a Bolívia. Protege importantes várzeas dessa bacia hidrográfica, sendo uma das principais unidades de conservação do cervo-do-pantanal fora do bioma pantaneiro.
1. 1 2  «REBIO do GUAPORÉ». Instituto Chico Mendes de Conservação da Biodiversidade. Consultado em 19 de janeiro de 2016